# Bruno Filippini
Bruno Filippini (* 3. März 1945 in Rom; † 5. Oktober 2023 ebenda) war ein italienischer Sänger.

## Leben und Karriere
Filippini wurde nach seiner Schulausbildung Mitglied im Päpstlichen Chor der Sixtinischen Kapelle. 1963 gewann er den Musikwettbewerb Festival di Castrocaro, was ihm erste Bekanntheit in Italien einbrachte. Er war Teilnehmer des Sanremo-Festivals in den Jahren 1964 (mit Sabato sera, an der Seite der The Fraternity Brother) und 1965 (mit L’amore ha i tuoi occhi, zusammen mit Yukari Itō), beide Male konnte er das Finale des Wettbewerbs erreichen. Der Sänger gelangte in den 1960er-Jahren zu beachtlicher Popularität und beide seiner Sanremo-Beiträge erreichten die Top 10 der italienischen Singlecharts.
Filippini betätigte sich ebenfalls als Filmschauspieler und Komponist. 1968 war er in Franco Zeffirellis Shakespeare-Verfilmung Romeo und Julia als Sänger Leonardo zu sehen, der das Lied Ai Giochi Addio (englisch: What is a Youth) vorträgt – während er in der italienischen Fassung des Filmes auch zu hören ist, wurde er in der englisch- und deutschsprachigen Fassung des Films von Glen Weston synchronisiert. Mit dem Ende der 1960er-Jahre war auch die erfolgreichste Phase seiner Karriere vorbei. In der Folge trat er in verschiedenen Clubs auf und war als Synchronsprecher für Zeichentrickfilme tätig. Auch in späteren Jahren trat Filippini in Italien gelegentlich mit seinen alten Erfolgen auf.
Er starb am 5. Oktober 2023 im Alter von 78 Jahren in Rom.

## Diskografie

### Singles
| Jahr | Titel Album               | Höchstplatzierung, Gesamtwochen, AuszeichnungChartsChartplatzierungen (Jahr, Titel, Album, Platzierungen, Wochen, Auszeichnungen, Anmerkungen) | Anmerkungen                       |
| Jahr | Titel Album               | IT | Anmerkungen                       |
| ---- | ------------------------- | --- | --------------------------------- |
| 1964 | Sabato sera –             | IT5 (10 Wo.)IT | MRC A203 B-Seite: Bimba ricordati |
| 1965 | L’amore ha i tuoi occhi – | IT10 (3 Wo.)IT | MRC A212 B-Seite: Fortunatamente  |

Weitere Singles
- 1963: La ragazza nell’acqua / L’anno venturo (MRC A200)
- 1964: Non ho il coraggio / Ti voglio ancora bene (MRC A206)
- 1964: Ho paura dell’amore / Non ho bisogno di te (MRC A208)
- 1964: Ammore siente / Maria Carmela ela… ela (MRC A209)
- 1965: Quando il sole cadrà / È inutile piangere (MRC A222)
- 1965: Lasciatemi qui / Noi saremo insieme (MRC A226)
- 1968: La felicità / Un piccolo aiuto dagli amici (RCA Italiana PM 3450)
- 1968: Canzone d’amore / Hip, hip, hip, hurrah! (RCA Italiana PM 3472)
- 1971: Pace e bene / Un collare d’argento (King NSP 56122)

### Alben
- 1999: Il meglio (DV More Record)

## Filmografie
- 1964: Canzoni, bulli e pupe
- 1964: I ragazzi dell’hully-gully
- 1967: Hexen von heute (Le streghe)
- 1968: Romeo und Julia (Romeo and Juliet)

## Belege
1. 1 2 3  Enzo Giannelli: Bruno Filippini. In: Gino Castaldo (Hrsg.): Dizionario della canzone italiana. Curcio Editore, 1990, S. 671–672.
2. 1 2  Eddy Anselmi: Festival di Sanremo: almanacco illustrato della canzone italiana. Panini Comics, 2009, ISBN 978-88-6346-229-6, Bruno Filippini.
3. ↑  Addio a Bruno Filippini, voce dei lungometraggi della Disney. In: musicalnews.com. 6. Oktober 2023, abgerufen am 6. Oktober 2023 (italienisch).
4. ↑  M&D-Chartarchiv. Musica e dischi, archiviert vom Original (nicht mehr online verfügbar) am 18. August 2007; abgerufen am 16. Dezember 2018 (italienisch, kostenpflichtiger Abonnement-Zugang).  Info: Der Archivlink wurde automatisch eingesetzt und noch nicht geprüft. Bitte prüfe Original- und Archivlink gemäß Anleitung und entferne dann diesen Hinweis.

| Personendaten    | Personendaten        |
| ---------------- | -------------------- |
| NAME             | Filippini, Bruno     |
| KURZBESCHREIBUNG | italienischer Sänger |
| GEBURTSDATUM     | 3. März 1945         |
| GEBURTSORT       | Rom, Italien         |
| STERBEDATUM      | 5. Oktober 2023      |
| STERBEORT        | Rom, Italien         |